# Mahamat Abdoulaye Senoussi
Mahamat Abdoulaye Senoussi (* 5. Mai 1952 in Biltine; † 4. Oktober 2019 in Paris) war ein tschadischer Diplomat.

## Leben
Seine Grundschulausbildung erhielt er an der Ecole primaire de Biltine in seiner Heimatstadt und besuchte das Lycée Franco d'Abéché. Er besuchte von 1966 bis 1973 das Lycée Félix Eboué, das er mit dem Abitur abschloss. Es folgte ein Studium der Elektrotechnik an der Universität Ljubljana in Jugoslawien. Er schloss sein Studium als Ingenieur der Elektrotechnik ab.
Senoussi war in Gabun, der Elfenbeinküste und in Frankreich tätig und war Berater des Präsidenten des Tschads Idriss Déby. Im Juni 2015 wurde er Botschafter des Tschads in Deutschland in Berlin. Nebenakkreditierungen bestanden in Dänemark, Italien, Norwegen, Österreich und Schweden. Außerdem vertrat er den Tschad bei internationalen Organisationen in Wien. Er amtierte bis November 2018. Am 18. April 2019 wurde er zum Gouverneur der Region Batha ernannt. Aus gesundheitlichen Gründen konnte er das Amt jedoch nicht antreten. 
Er starb in einem Krankenhaus in Paris.

## Persönliches
Mahamat Abdoulaye Senoussi war verheiratet und Vater von sechs Kindern.